# Saber votar
Saber Votar es una plataforma hecha por observadores electorales dedicada a analizar la postura que asumen los candidatos a los distintos cargos de elección popular en México respecto a determinados temas de interés general, todo desde un punto de vista parcial al conservadurismo. Busca informar a la sociedad mexicana acerca de las intenciones de los diferentes aspirantes a puestos políticos.
El análisis que se realiza se logra mediante la metodología la cual consiste en buscar una respuesta express por parte de los candidatos ante una pregunta directa de los observadores. Entre las actualizaciones que la plataforma realiza se encuentran; declaraciones realizadas por los candidatos ante medios de comunicación y redes sociales e investigación sobre los actos realizados por el candidato a través de su trayectoria.
Actualmente Saber Votar brinda seguimiento a las campañas políticas de 6 estados de la república mexicana Aguascalientes, Durango, Estado de Hidalgo, Oaxaca, Quintana Roo y Tamaulipas. 
Para las selecciones del 5 de julio de 2022 Saber Votar habrá dado seguimiento a los 27 aspirantes a puestos políticos de todos los partidos que hoy se encuentran en contienda.

## Historia
Saber Votar inició en el proceso electoral de 2015-2016 en los que se eligieron gobernadores de los estados de Aguascalientes, Durango, Hidalgo, Oaxaca, Puebla, Quintana Roo y Tamaulipas, pero fue la elección de la Asamblea Constituyente de la Ciudad de México para redactar una nueva legislación local lo que motivó a un grupo de especialistas en observación electoral a que la ciudadanía conociera el perfil y opinión de los candidatos sobre diversos temas de debate público. El autor del proyecto fue el comunicador Rubén Rebolledo quien junto a la asesoría del politólogo Guillermo Torres Quiroz, diseñaron un sistema de evaluación sencilla para que la ciudadanía tuviera una herramienta que le ayudara a decidir su voto, en gran parte por el desgaste y pérdida de identidad de los partidos políticos y la tendencia de elegir más por la identidad con el candidato.
Para el proceso electoral 2016-2017 se retomó el proyecto para evaluar a los candidatos a gobernador de Coahuila, Nayarit y el Estado de México. 
A partir de esas elecciones, el Maestro Guillermo Torres Quiroz coordina Saber Votar sumando a un equipo variado de profesionistas como el experto en sistemas y programación Raymundo Guido y el abogado en materia electoral, José Torres Espínola.
Como observadores electorales, Saber Votar se apoyó en la agrupación Contexto Humanista A.C. Los procesos electorales 2017-2018 que fueron presidenciales, presentaron un reto en la investigación, sumando fuerza con otras asociaciones como la Comisión Mexicana de Derechos Humanos y la Asociación Nacional Cívica Femenina. También se amplió la herramienta para cargos de senadores, diputados federales, diputados locales y alcaldes.
Entendiendo la necesidad de vincular la información con las redes sociales, para los procesos electorales de 2018-2019 y 2019-2020 se perfeccionó la herramienta buscando llegar a públicos jóvenes e interesados en la dinámica digital.
Las elecciones de 2020-2021 significaron un cambio en la imagen y la apertura de los temas, buscando que, por medio de 24 preguntas de 10 tópicos diferentes, los candidatos puedan dar más claridad a los ciudadanos sobre lo que piensan. También se firmaron convenios de colaboración con agrupaciones como Poder Ciudadano MX, Fundación Canacintra, Consejo de la Comunicación, CMDH, ANCIFEM, Observación, Con Participación, Mexicanos por México.

## Metodología
Los voceros de la plataforma le hacen llegar un cuestionario que consta de 24 preguntas a cada uno de los candidatos políticos, adicionalmente, equipo de investigación especializado realiza una búsqueda para conocer la declaraciones realizadas en redes sociales y otros medios de comunicación con el fin de contrastar y asegurar la veracidad de los aspirantes. Desacuerdo con las respuestas de los candidatos en las respuestas que brinden en los cuestionarios u otros medios podrían obtener 2 puntos si la respuesta muestra afinidad (semáforo verde), perder 1 punto si se responde con rechazo (semáforo rojo), si el candidato se contradice únicamente obtiene 1 punto (semáforo amarillo). Por otro lado si el candidato no responde o desconoce del tema no obtiene ningún punto.

## Funcionamiento
La plataforma cuenta con diversas variables que permiten tener un mayor conocimiento sobre los candidatos, tales como:
- Las plataformas electorales que avalan a los candidatos y que previamente fueron registradas y aprobadas por la autoridad correspondiente (Instituto Nacional Electoral)
- Recopilación de actos realizados por los candidatos a lo largo de su trayectoria política y en el servicio público.
- Declaraciones y posicionamientos que hayan realizado los candidatos en medios de comunicación y/o en sus redes sociales
- Respuestas directas de los candidatos a preguntas expresas de interés colectivo.[5]

## Semáforo Temático
La plataforma identifica la postura de los candidatos a través del semáforo temático, donde se cuestionan los temas de; seguridad y justicia, educación integral, transparencia y honestidad, respeto a los órganos autónomos, libertad de expresión, derecho a la vida, emprendimiento social, medio ambiente y manejo responsable de programas sociales, y presupuestos. Cada candidato obtiene un punto en relación con la escala de colores del semáforo (verde, amarillo, rojo y gris), si su respuesta muestra afinidad, rechazo al tema evaluado, contradicción o bien, si no pudo contestar nada en lo absoluto obtendrá un punto en ese color respectivamente.